# Georgia Williams
Georgia Williams (25 de agosto de 1993) é uma ciclista profissional neozelandesa. Estreiou como profissional em fevereiro de 2012 depois de destacar em campeonatos continentais e nacionais em estrada ademais foi 6.ª no Campeonato Mundial Contrarrrelógio juvenil de 2012. Posteriormente também se dedicou à pista com bons resultados a nível local.

## Trajectória desportiva
Começou destacando em campeonatos juvenis em estrada e em 2012 deu o salto à categoria absoluta conseguindo uma medalha de bronze a nível continental no Campeonato Oceânico Perseguição. A princípios de 2013 obteve 5 medalhas nos campeonatos nacionais em estrada e pista -nenhuma de ouro- ainda que serviram-lhe para estreiar como profissional na equipa de ciclismo de estrada do BePink poucos dias depois. Ainda que realmente já estava comprometida com dito equipa antes desses resultados.
No final desse ano conseguiu suas primeiras medalhas de ouro na pista no Campeonato Oceânico Perseguição por Equipas.
No ciclismo de estrada a sua melhor temporada também foi a de sua estreia em 2013 com 3 top-20 em corridas prestigiosas de uma semana como o Festival Luxemburguês de Ciclismo Feminino Elsy Jacobs, o Giro d'Italia Feminino e o Tour de Thüringe Feminino e em outra de menor prestígio como no Tour de Languedoc Roussillon.
Participou no Campeonato Mundial de Ciclismo em Pista de 2014 ainda que não obteve resultados reseñables.

## Palmarés
2012 (como amador)
- - 3.ª no Campeonato Oceânico Perseguição

- 2013
  - 3.ª no Campeonato da Nova Zelândia Contrarrelógio  (como amador)[7]
  - 2.ª no Campeonato da Nova Zelândia em Estrada  (como amador)[7]
  - 2.ª no Campeonato da Nova Zelândia Perseguição  (como amador)[7]
  - 2.ª no Campeonato da Nova Zelândia Pontuação  (como amador)[7]
  - 2.ª no Campeonato da Nova Zelândia Perseguição por Equipas (fazendo equipa com Racquel Sheath e Georgina Wilson)  (como amador)[7]
- Campeonato Oceânico Perseguição por Equipas (fazendo equipa com Rushlee Buchanan, Lauren Ellis e Jaime Nielsen) 
  - 3.ª no Campeonato Oceânico Perseguição

- 2014
  - 3.ª no Campeonato da Nova Zelândia Perseguição 
  - 2.ª no Campeonato da Nova Zelândia Pontuação
- Campeonato Oceânico Perseguição por Equipas (fazendo equipa com Lauren Ellis, Jaime Nielsen e Racquel Sheath) 
  - 3.ª no Campeonato Oceânico Pontuação

- 2016
  - 2.ª no Campeonato da Nova Zelândia em Estrada

- 2018
  - Campeonato da Nova Zelândia Contrarrelógio  
  - Campeonato da Nova Zelândia em Estrada

- 2019
  - Campeonato da Nova Zelândia Contrarrelógio

- 2021
  - Campeonato da Nova Zelândia Contrarrelógio  
  - Campeonato da Nova Zelândia em Estrada

## Resultados em Grandes Voltas e Campeonatos do Mundo
Durante sua corrida desportiva tem conseguido os seguintes postos nas Grandes Voltas femininas e nos Campeonatos do Mundo em estrada:
| Corrida                | Corrida                | 2013 | 2014 | 2015 | 2016 | 2017 | 2018 | 2019 | 2020 |
| ---------------------- | ---------------------- | ---- | ---- | ---- | ---- | ---- | ---- | ---- | ---- |
|                        | Giro d'Italia          | 17.ª | —    | 51.ª | —    | 52.ª | —    | —    | —    |
|                        | Tour de l'Aude         | X    | X    | X    | X    | X    | X    | X    | X    |
|                        | Grande Boucle          | X    | X    | X    | X    | X    | X    | X    | X    |
| Mundial em Estrada     | Mundial em Estrada     | —    | —    | —    | —    | 60.ª | 47.ª | —    | 46.ª |
| Mundial Contrarrelógio | Mundial Contrarrelógio | —    | —    | —    | —    | —    | 11.ª | —    | 12.ª |

—: não participa

Ab: abandono

X: edições não celebradas

## Equipas
- BePink (2013-2016)
  - BePink (2013)
  - Astana-BePink Women's Team (2014)
  - BePink-LaClassica (2015)
  - BePink (2016)
- Orica/Mitchelton/BikeExchange (02.2017-)
  - Orica-Scott (2017)
  - Mitchelton-Scott (2018-2020)
  - Team BikeExchange Women (2021-)